# Cynaeda albidalis
Cynaeda albidalis là một loài bướm đêm trong họ Crambidae.